# らき☆すた キャラクターソング
『らき☆すた キャラクターソング』（らきすた キャラクターソング）は、2007年9月5日からLantisより発売された一連のシングル。

## 概要
テレビアニメ『らき☆すた』のキャラクターソング。2007年9月5日からリリースされている。Vol.001〜Vol.008、Vol.013ではメインキャラクター1人で1枚、Vol.009〜Vol.012では複数のキャラクターで1枚となっている。
Vol.001〜Vol.008までは、ジャケットに写るキャラクターが全て同じポーズをとっており、キャラの性格によって表情が異なる趣向になっている。音楽プロデューサーである斎藤滋は、このポーズが『とある作品』へのオマージュであるとしている
製作陣には「もってけ〜」「かえして〜」の畑亜貴・神前暁・nishi-kenをはじめ、近藤昭雄・田代智一などの涼宮ハルヒシリーズの楽曲を手掛けたミュージシャンや菊谷知樹などのPOPHOLIC所属作家などが起用されている。
また、峰岸あやのに関しては「背景コンビ」で一緒に歌っていた日下部みさおが単独でのキャラクターソングを出しているにもかかわらず、あやの単独のキャラクターソングは出ていない。
歌い手については、全ての日本人声優のみ。

## Vol.001 泉こなた
2007年9月5日発売、LACM-4404。歌は泉こなた（平野綾）。
収録曲
1. どんだけファンファーレ
  - 作詞：畑亜貴、作曲：橋本由香利、編曲：nishi-ken
2. Dドライヴ/ラヴ
  - 作詞：畑亜貴、作曲・編曲：nishi-ken
3. loading_konata_speaking
  - track maker：r-midwest
4. どんだけファンファーレ（off vocal）
5. Dドライヴ/ラヴ（off vocal）

備考
「Dドライヴ/ラヴ」は、こなたの「Dドライブへのこだわり」を取り上げている。歌詞の大半はネトゲに関するもの。
オリコン週間チャートでの最終的な累計枚数は26,490枚で、キャラクターソングの中ではトップであるほか、『らき☆すた』関連CDとしてはシングルとして4位、アルバムを含めても5位の売り上げを記録している。

## Vol.002 柊かがみ
2007年9月5日発売、LACM-4405。歌は柊かがみ（加藤英美里）。
収録曲
1. ケンカ予報の時間だよ
  - 作詞：畑亜貴、作曲：綾原圭二、編曲：nishi-ken
2. 100%?ナイナイナイ
  - 作詞：畑亜貴、作曲：田代智一、編曲：橋本由香利
3. I'm sorry by kagami
  - track maker：r-midwest
4. ケンカ予報の時間だよ（off vocal）
5. 100%?ナイナイナイ（off vocal）

備考
オリコン週間チャートでの最終的な累計売り上げ枚数は25,264枚。

## Vol.003 柊つかさ
2007年9月5日発売、LACM-4406。歌は柊つかさ（福原香織）。
収録曲
1. 寝・逃・げでリセット!
  - 作詞：畑亜貴、作曲：ISAO 編曲：nishi-ken
2. しすたー・うぉーず
  - 作詞：畑亜貴、作曲：田村信二、編曲：深澤秀行
3. yume-tsukasa-night-loopin'
  - track maker：来兎
4. 寝・逃・げでリセット!（off vocal）
5. しすたー・うぉーず（off vocal）

備考
オリコン週間チャートでの最終的な累計売り上げ枚数は24,707枚。

## Vol.004 高良みゆき
2007年9月5日発売、LACM-4407。歌は高良みゆき（遠藤綾）。
収録曲
1. 萌え要素ってなんですか?
  - 作詞：畑亜貴、作曲：とものかつみ、編曲：神前暁
2. たぶんかなり普通の休日
  - 作詞：畑亜貴、作曲・編曲：菊谷知樹
3. Rhyme of miyuki continued
  - track maker：来兎
4. 萌え要素ってなんですか?（off vocal）
5. たぶんかなり普通の休日（off vocal）

備考
クレジットにはないが台詞で立木文彦が参加している。
オリコン週間チャートでの最終的な累計売り上げ枚数は18,107枚。

## Vol.005 小早川ゆたか
2007年9月26日発売、LACM-4409。歌は小早川ゆたか（長谷川静香）。
収録曲
1. みにまむテンポ
  - 作詞：畑亜貴、作曲・編曲：菊谷知樹
2. たとえばピンクとブルーでも
  - 作詞：畑亜貴、作曲：ISAO、編曲：tetsu-yeah
3. i-Free Tempo U-taka apartmentronik
  - track maker：r-midwest
4. みにまむテンポ（off vocal）
5. たとえばピンクとブルーでも（off vocal）

備考
クレジットにはないが台詞で茅原実里が参加している。
オリコン週間チャートでの最終的な累計売り上げ枚数は15,263枚。

## Vol.006 岩崎みなみ
2007年9月26日発売、LACM-4410。歌は岩崎みなみ（茅原実里）。
収録曲
1. 黙っと休み時間
  - 作詞：畑亜貴、作曲：綾原圭二、編曲：近藤昭雄
2. 透明リボン
  - 作詞：畑亜貴、作曲：rino、編曲：虹音
3. mokutt minami growing
  - track maker：r-midwest
4. 黙っと休み時間（off vocal）
5. 透明リボン（off vocal）

備考
オリコン週間チャートでの最終的な累計売り上げ枚数は17,146枚。

## Vol.007 田村ひより
2007年9月26日発売、LACM-4411。歌は田村ひより（清水香里）。
収録曲
1. も、妄想マシーン。
  - 作詞：畑亜貴、作曲：田代智一、編曲：安藤高弘
2. デフォルト女子高生にゃん
  - 作詞：畑亜貴、作曲・編曲：伊東大和
3. he_yo_reason&mechanique
  - track maker：A-bee
4. も、妄想マシーン。（off vocal）
5. デフォルト女子高生にゃん（off vocal）

備考
『も、妄想マシーン。』は、いわゆる「腐女子」のとめどない妄想がテーマ。
オリコン週間チャートでの最終的な累計売り上げ枚数は15,336枚。

## Vol.008 パトリシア・マーティン
2007年9月26日発売、LACM-4412。歌はパトリシア・マーティン（ささきのぞみ）。
収録曲
1. こすぷれノこころえ
  - 作詞：畑亜貴、作曲：金井江右、編曲：小池雅也
2. 最大聖地カーニバル
  - 作詞：畑亜貴、作曲・編曲：神前暁
3. pa pa pa pa patti
  - track maker：来兎
4. こすぷれノこころえ（off vocal）
5. 最大聖地カーニバル（off vocal）

備考
オリコン週間チャートでの最終的な累計売り上げ枚数は14,275枚。

## Vol.009 背景コンビ
2007年10月31日発売、LACM-4424。歌は日下部みさお（水原薫）、峰岸あやの（相沢舞）。
収録曲
1. “ラ”はらき☆すたの“ラ”
  - 作詞：畑亜貴、作曲・編曲：nishi-ken
2. 背景放題やりほーだい?
  - 作詞：畑亜貴、作曲・編曲：nishi-ken
3. aYa miSa post modern&ambients
  - track maker：A-bee
4. “ラ”はらき☆すたの“ラ”（off vocal）
5. 背景放題やりほーだい?（off vocal）

備考
ユニット名の「背景コンビ」はアニメ本編15話「いきなりは変われない」でのみさおのセリフから。
オリコン週間チャートでの最終的な累計売り上げ枚数は12,133枚。

## Vol.010 胸ぺったんガールズ
2007年10月31日発売、LACM-4425。歌は泉こなた（平野綾）、小早川ゆたか（長谷川静香）、岩崎みなみ（茅原実里）。
収録曲
1. みんなで5じぴったん
  - 作詞：畑亜貴、作曲・編曲：神前暁
2. ロリィタ帝国ビショージョ大帝
  - 作詞：畑亜貴、作曲・編曲：神前暁
3. kona-yuta-mina-tangs be Altered Scale
  - track maker：r-midwest
4. みんなで5じぴったん（off vocal）
5. ロリィタ帝国ビショージョ大帝（off vocal）

備考
2曲とも作曲者神前暁のセルフパロディ。「みんなで5じぴったん」は神前がナムコ時代に「もじぴったん」の作曲をてがけていたことから。「ロリィタ帝国ビショージョ大帝」は京都大学時代に作った自主制作映画「怨念戦隊ルサンチマン」において神前が「パンピー帝国コムーロ大帝」として出演していたことから。もっとも、これは小室哲哉のパロディであるため、パロディのパロディと言うことも可能である。
ユニット名の「胸ぺったんガールズ」はアニメ本編23話「微妙なライン」で背景に文字として描かれている。
オリコン週間チャートでの最終的な累計売り上げ枚数は14,670枚。

## Vol.011 かなたとそうじろう
2007年11月21日発売、LACM-4426。歌は泉かなた（島本須美）、泉そうじろう（平松広和）。
収録曲
1. 幸せ願う彼方から
  - 歌：泉かなた（島本須美）
  - 作詞：畑亜貴、作曲・編曲：神前暁

原曲は本編22話「ここにある彼方」の劇中BGM。
2. 女はヨメとムスメだけ
  - 歌：泉そうじろう（平松広和）
  - 作詞：畑亜貴、作曲・編曲：金井江右
3. 世界が消えても愛してる
  - 歌：泉かなた（島本須美）&泉そうじろう（平松広和）
  - 作詞：畑亜貴、作曲：rino、編曲：菊谷知樹
4. 幸せ願う彼方から（off vocal）
5. 女はヨメとムスメだけ（off vocal）
6. 世界が消えても愛してる（off vocal）

備考
「幸せ願う彼方から」は、らき☆すた22話においてかなたが登場するシーンに使用されている楽曲「かなたのテーマ」を編曲して歌詞をつけたもの。原曲をそのまま使用したわけではない。
オリコン週間チャートでの最終的な累計売り上げ枚数は9,924枚と、アニメ後の『らき☆すた』関連CDでははじめて10,000枚を割り込んだ。
「幸せ願う彼方から」は、クラムボンがカバーバージョンを歌っており（2013年5月22日発売のカバーアルバム「LOVER ALBUM 2」に収録）、ミュージックビデオでは、映画監督の行定勲が演出、安田顕（TEAM NACS）、高橋かおり、小泉そのが家族役で出演している。
原曲の「かなたのテーマ」は2016年夏期に放送された家庭教師のトライのCM「夏のトライアングル」篇でBGMとして用いられている。

## Vol.012 ななことゆい
2007年11月21日発売、LACM-4427。歌は黒井ななこ（前田このみ）、成実ゆい（西原さおり）。
収録曲
1. 結婚なんてさパッパヤー
  - 作詞：畑亜貴、作曲・編曲：金井江右
2. 適齢期なレイディ
  - 作詞・作曲・編曲：伊東大和
3. yui's_Hundred_Days_Nana's_Bells
  - track maker：r-midwest
4. 結婚なんてさパッパヤー（off vocal）
5. 適齢期なレイディ（off vocal）

備考
クレジットにはないが台詞で白石稔が参加している。
オリコン週間チャートでの最終的な累計売り上げ枚数は9,040枚。

## Vol.013 日下部みさお
2008年3月26日発売、LACM-4473。歌は日下部みさお（水原薫）。
収録曲
1. すげえんだって・ヴァ!
  - 作詞：畑亜貴、作曲：綾原圭二、編曲：村井大
2. だよな3秒たまには5秒
  - 作詞：畑亜貴、作曲：綾原圭二、編曲：近藤昭雄
3. micro Krafty datteValator/AD++
  - track maker：Yasushi.K
4. すげえんだって・ヴァ!（off vocal）
5. だよな3秒たまには5秒（off vocal）

備考
他のキャラソンとは発売時期が離れているが、これはラジオ「新らっきー☆ちゃんねる」と連動した楽曲のため。
オリコン週間チャートでの最終的な累計売り上げ枚数は8,816枚。